# Xegundo Xou da Xuxa
Xegundo Xou da Xuxa é o terceiro álbum de estúdio da artista musical e apresentadora brasileira Xuxa. O seu lançamento ocorreu em 23 de junho de 1987, pela gravadora Som Livre. Este álbum é o segundo de uma série de sete dedicados ao programa Xou da Xuxa.
Inicialmente, o repertório foi selecionado por Guto Graça Mello, mas precisava da aprovação da própria intérprete. Devido a atrasos e à insatisfação dela com algumas faixas, ele foi substituído por Michael Sullivan e Paulo Massadas na produção. Com um investimento de cerca de Cz$ 3,5 milhões, o presidente da gravadora, João Araújo, declarou que a expectativa era que Xuxa superasse seu próprio recorde de vendas, algo que nem mesmo Roberto Carlos havia conseguido.
Xegundo Xou da Xuxa apresenta participações especiais de artistas como o grupo Trem da Alegria e Os Abelhudos, além de destaques como "Festa do Estica e Puxa", do Chiclete com Banana, e a versão de Mickey da estadunidense Toni Basil. Com mais de 3,2 milhões de cópias vendidas no Brasil, é segundo álbum de estúdio mais vendido de todos os tempos por uma artista solo feminina no Brasil, apenas atrás de Xou da Xuxa 3 (1988). A obra solidificou o status de sua intérprete como uma das mais importantes artistas do mercado fonográfico brasileiro e latino-americano.

## Antecedentes
Após o sucesso do álbum Xou da Xuxa, que vendeu 2.179.618 cópias apenas em 1986 e recebeu o Prêmio Vila-Lobos da Associação Brasileira dos Produtores de Discos como Melhor Disco Infantil de 1986, a gravadora Som Livre levou apenas alguns meses para iniciar a produção do segundo álbum da artista sob o selo. O objetivo era utilizar a mesma fórmula do disco anterior e aproveitar o crescente sucesso de Xuxa no programa da Rede Globo.

## Produção e composição
A exigência agora é muita, mas vai ser bom, farei igual ou melhor que o primeiro. Mas não estou preocupada com o resultado das vendas, não sou uma cantora. Fico muito mais gratificada por ser uma apresentadora que, nos shows em ginásios e estádios do Brasil, canta com 25 a 30 mil crianças em coro total. Elas decoram as letras para me mostrar. É um carinho e é muito bom. Quem escolhe o repertório do disco é o Guto, eu dou palpites na escolha de cinco ou seis faixas porque acredito no meu “taco” com as crianças."

—Xuxa, sobre a produção do álbum Xegundo Xou da Xuxa.
Em entrevista ao jornal O Globo, o presidente da gravadora, João Araújo, anunciou um investimento de cerca de Cz$ 3,5 milhões na produção do álbum, afirmando que Xuxa já era "a rainha do mercado fonográfico brasileiro e latino-americano". Ele expressou a expectativa de que ela superasse seu próprio recorde de 2,6 milhões de cópias, algo que Roberto Carlos jamais conseguiu. Inicialmente, o repertório do disco foi selecionado por Guto Graça Mello, com aprovação da própria artista. Cada faixa incluída representava um adiantamento de cerca de CZ$ 800 mil em direitos autorais para os compositores. A produção também estave a cargo de Mello, mas, devido a atrasos relacionados aos compromissos da intérprete e ao desagrado deela com algumas canções, ele foi demitido e a produção passou para Michael Sullivan e Paulo Massadas.
Para garantir que o repertório agradaria ao público, as músicas selecionadas tinham sua base instrumental tocada durante o programa Xou da Xuxa, observando a reação das crianças; se elas ficassem indiferentes, a música era reprovada. O álbum contou com participações do Trem da Alegria e de Os Abelhudos. Outros destaques incluem o primeiro single "Festa do Estica e Puxa", do grupo baiano Chiclete com Banana, e a versão de "Mickey", da estadunidense Toni Basil, feita por Xuxa. A música "Banda da Xuxa" gerou controvérsia pelo uso da palavra "bundão" em um dos versos. Após ser ouvida pelo Conselho Superior de Censura, foi marcada uma reunião para decidir se a canção poderia ser veiculada em rádios e na televisão. Apesar do veto, isso não impactou as vendas do disco, e o processo foi encerrado em 21 de agosto de 1987.

## Divulgação
Xuxa realizou um show promovendo o disco em 4 de julho de 1987, no Scala, Rio de Janeiro. A turnê promocional, chamada Xou da Xuxa 87, começou em 27 de agosto de 1987, no Palace São Paulo, e os últimos concertos ocorreram em dezembro de 1987, durante a Chegada do Papai Noel.

## Lista de faixas
Créditos adaptados do encarte do LP.
| Xegundo Xou da Xuxa – Lado A |                             |                                               |         |  |
| N.º                          | Título                      | Compositor(es)                                | Duração |  |
| 1.                           | "Festa do Estica e Puxa"    | Bell Marques Wado Marques                     | 4:10    |  |
| 2.                           | "Hey Mickey" ("Hey Mickey") | Mike Chapman Nicky Chinn Xuxa (versão)        | 3:32    |  |
| 3.                           | "Feliz"                     | Eduardo Souto Neto Nelson Wellington          | 3:53    |  |
| 4.                           | "O Circo"                   | Prêntice Paulo César Barros Monteiro de Souza | 3:16    |  |
| 5.                           | "Banda da Xuxa"             | Reinaldo Waismann Robson Stipancovich         | 3:25    |  |
| 6.                           | "Croc Croc"                 | Rubens Alexandre                              | 3:12    |  |
| 7.                           | "Campeão"                   | Lucas Robles César Rossini Conceição Azevedo  | 3:39    |  |

| Xegundo Xou da Xuxa – Lado B |                                                                                       |                                 |         |  |
| N.º                          | Título                                                                                | Compositor(es)                  | Duração |  |
| 1.                           | "Rambo"                                                                               | Michael Sullivan Paulo Massadas | 4:14    |  |
| 2.                           | "Quem Quiser que Conte Outra"                                                         | Luiz Fernando Fábio Luiz        | 3:30    |  |
| 3.                           | "Aquecendo (Ginástica)"                                                               | Sullivan Massadas               | 3:19    |  |
| 4.                           | "Comigo Ninguém Pode" (cantada por Patricia Marx)                                     | Patricia Marx                   | 3:15    |  |
| 5.                           | "Dodói Neném"                                                                         | Guilherme Maia Fred Goés        | 3:40    |  |
| 6.                           | "Rexeita da Xuxa"                                                                     | Arnaldo Mônica Freitas          | 3:09    |  |
| 7.                           | "Nós Somos o Amanhã" (com part. de Os Abelhudos, Trem da Alegria, Gabriela e Tatiana) | Sullivan Massadas               | 4:00    |  |
| Duração total:               | Duração total:                                                                        | Duração total:                  | 50:14   |  |

| Xegundo Xou da Xuxa – Edição em CD de 1995 |                                                                                        |                                               |         |  |
| N.º                                        | Título                                                                                 | Compositor(es)                                | Duração |  |
| 1.                                         | "Estrela-Guia (Natal)"                                                                 | Michael Sullivan Paulo Massadas               | 5:38    |  |
| 2.                                         | "Festa do Estica e Puxa"                                                               | Bell Marques Wado Marques                     | 4:13    |  |
| 3.                                         | "Hey Mickey" ("Hey Mickey")                                                            | Mike Chapman Nicky Chinn Xuxa (versão)        | 3:30    |  |
| 4.                                         | "Feliz"                                                                                | Eduardo Souto Neto Nelson Wellington          | 3:55    |  |
| 5.                                         | "O Circo"                                                                              | Prêntice Paulo César Barros Monteiro de Souza | 3:16    |  |
| 6.                                         | "Beijinho, Beijinho"                                                                   | Kiko Zambianchi Xuxa                          | 2:27    |  |
| 7.                                         | "Banda da Xuxa"                                                                        | Reinaldo Waismann Robson Stipancovich         | 3:26    |  |
| 8.                                         | "Croc Croc"                                                                            | Rubens Alexandre                              | 3:14    |  |
| 9.                                         | "Campeão"                                                                              | Lucas Robles César Rossini Conceição Azevedo  | 3:41    |  |
| 10.                                        | "Rambo"                                                                                | Michael Sullivan Paulo Massadas               | 4:15    |  |
| 11.                                        | "Quem Quiser que Conte Outra"                                                          | Luiz Fernando Fábio Luiz                      | 3:32    |  |
| 12.                                        | "Aquecendo (Ginástica)"                                                                | Sullivan Massadas                             | 3:18    |  |
| 13.                                        | "Comigo Ninguém Pode" (cantada por Patricia Marx)                                      | Patricia Marx                                 | 3:15    |  |
| 14.                                        | "Dodói Neném"                                                                          | Guilherme Maia Fred Goes                      | 3:39    |  |
| 15.                                        | "Rexeita da Xuxa"                                                                      | Arnaldo Mônica Freitas                        | 3:10    |  |
| 16.                                        | "Nós Somos o Amanhã" (com part. de Os Abelhudos, Trem da Alegria, Gabriela, e Tatiana) | Sullivan Massadas                             | 4:00    |  |
| Duração total:                             | Duração total:                                                                         | Duração total:                                | 58:35   |  |

## Créditos
- Todo o processo de elaboração de Xegundo Xou da Xuxa atribui os seguintes créditos:[11]

- Produzido por: Michael Sullivan e Paulo Massadas
- Coordenação Artística: Max Pierre
- Engenheiros da sala de teclados: Carlos Ronconi e Felipe Nery
- Assistentes de Estúdio e Mixagem: Sergio Rocha, Marcos Andre, Marquinhos, Ivan Carvalho, Chambinho, Beto Vaz, Billy e Marcelo Ser
- Engenheiros de Gravação: Jorge 'Gordo' Guimarães

## Recepção comercial
As lojas brasileiras encomendaram mais de 1 milhão e 200 mil unidades de Xegundo Xou da Xuxa antecipadamente. Após dez dias de lançamento, 1,5 milhões de cópias foram vendidas. Em 23 de julho de 1987, o projeto atingiu a primeira posição na lista dos álbuns mais vendidos da semana publicada pelo Jornal do Brasil, com dados fornecidos pelo instituto Nelson Oliveira Pesquisa e Estudo de Mercado (Nopem). Com mais de 2 milhões e 639 mil cópias comercializadas, tornou-se o disco mais vendido do ano. Atualmente ultrapassa 3 milhões e 200 mil vendas, o que o converte no segundo álbum de estúdio mais vendido de todos os tempos por uma artista solo feminina no Brasil, apenas atrás de Xou da Xuxa 3 (1988). Em 2025 a Pro-Música Brasil (PMB) auditou a venda de 2 milhões de exemplares com a emissão de dois certificados de diamante.
| País — Tabela musical (1987) | Posição de pico |
| ---------------------------- | --------------- |
| Brasil (Nopem)               | 1               |

| País — Tabela musical (1987) | Posição |
| ---------------------------- | ------- |
| Brasil (Nopem)               | 2       |

| Região                     | Certificação | Vendas    |
| -------------------------- | ------------ | --------- |
| Brasil (Pro-Música Brasil) | 2× Diamante  | 3.200.000 |